# برانتلی
برانتلی شهری است در ایالت آلاباما در کشور آمریکا.

## مکان
برانتلی در موقعیت () قرار دارد.
با توجه به اطلاعات ادازه آمار آمریکا مساحت آن در حدود ۸٫۲ کیلومترمربع است.

## مردم‌شناسی
با توجه به آمار سال ۲۰۰۰ جمعیت آن ۹۲۰ نفر، ۴۰۶ خانواده در آن ساکن هستند.
تعداد ۴۶۷ واحد خانه در هر مساحت تقریبی (۵۷،۱akm²) قرار دارد.
۲۴،۹% درصد از خانواده‌های فرزند زیر ۱۸ سال داشتند که از این تعداد ۳۸،۲% درصد زوج بوده و ۲۳،۲% درصد زنان بدون شوهر و ۳۵،۵% درصد نیز غیر خانواده بودند.
متوسط درآمد یک خانواده در حدود ۳۰،۰۷۸ دلار آمریکا است و زنان درآمد متوسط ۲۶،۰۶۳ دلار آمریکا و مردان درآمد متوسط ۲۰،۰۰۰ دلار آمریکا بدست می‌آورند.

## نگارخانه

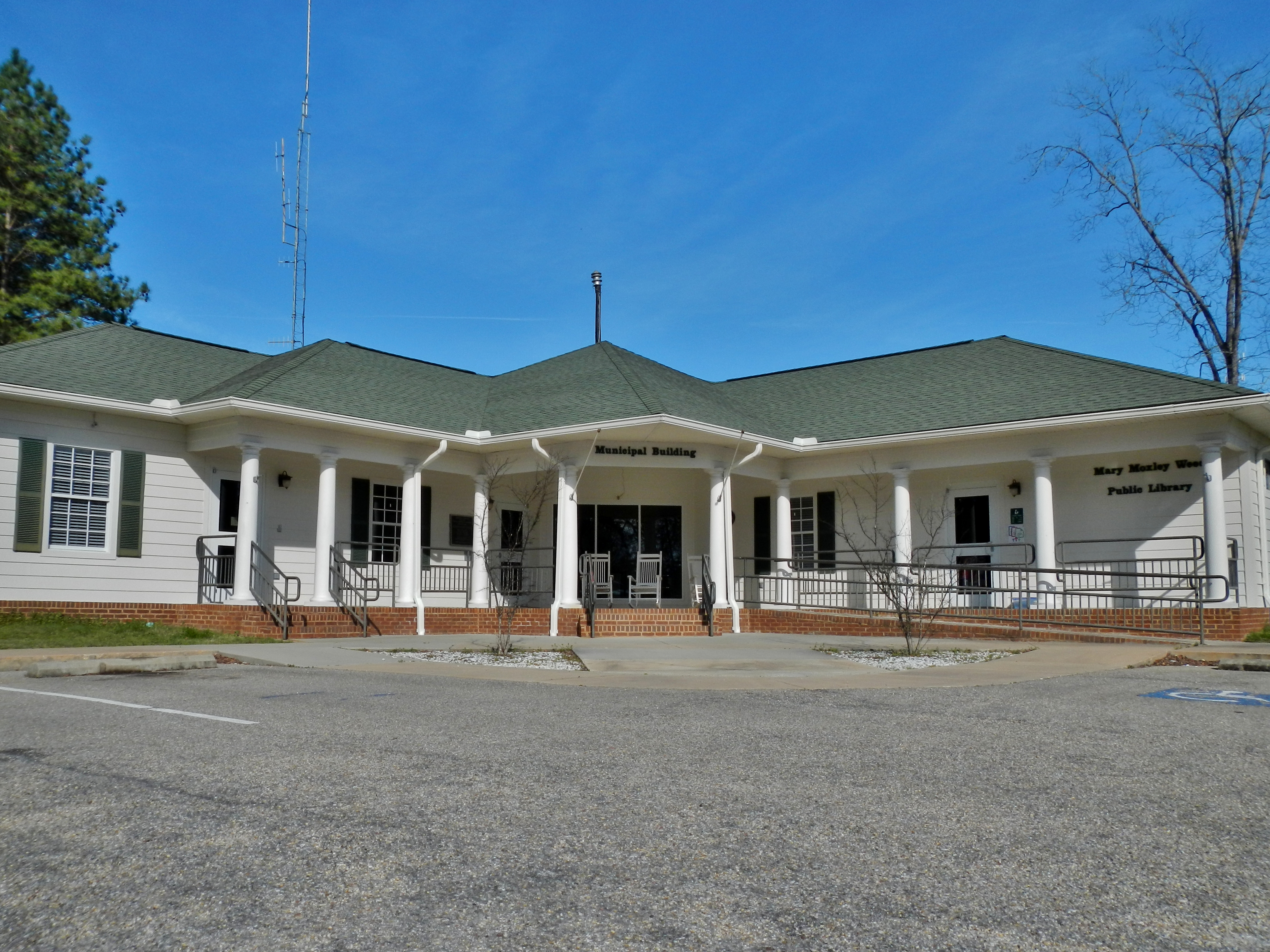
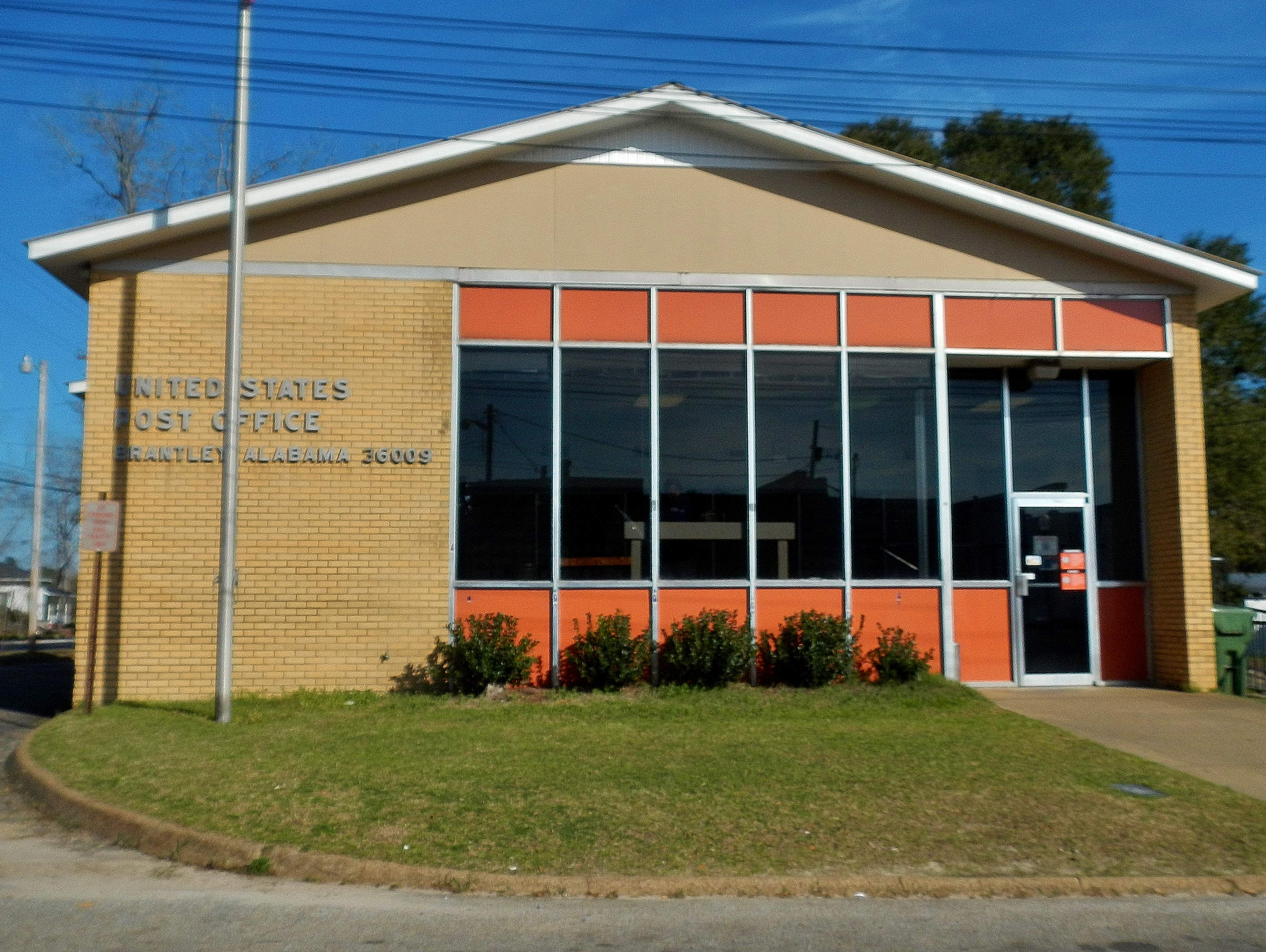
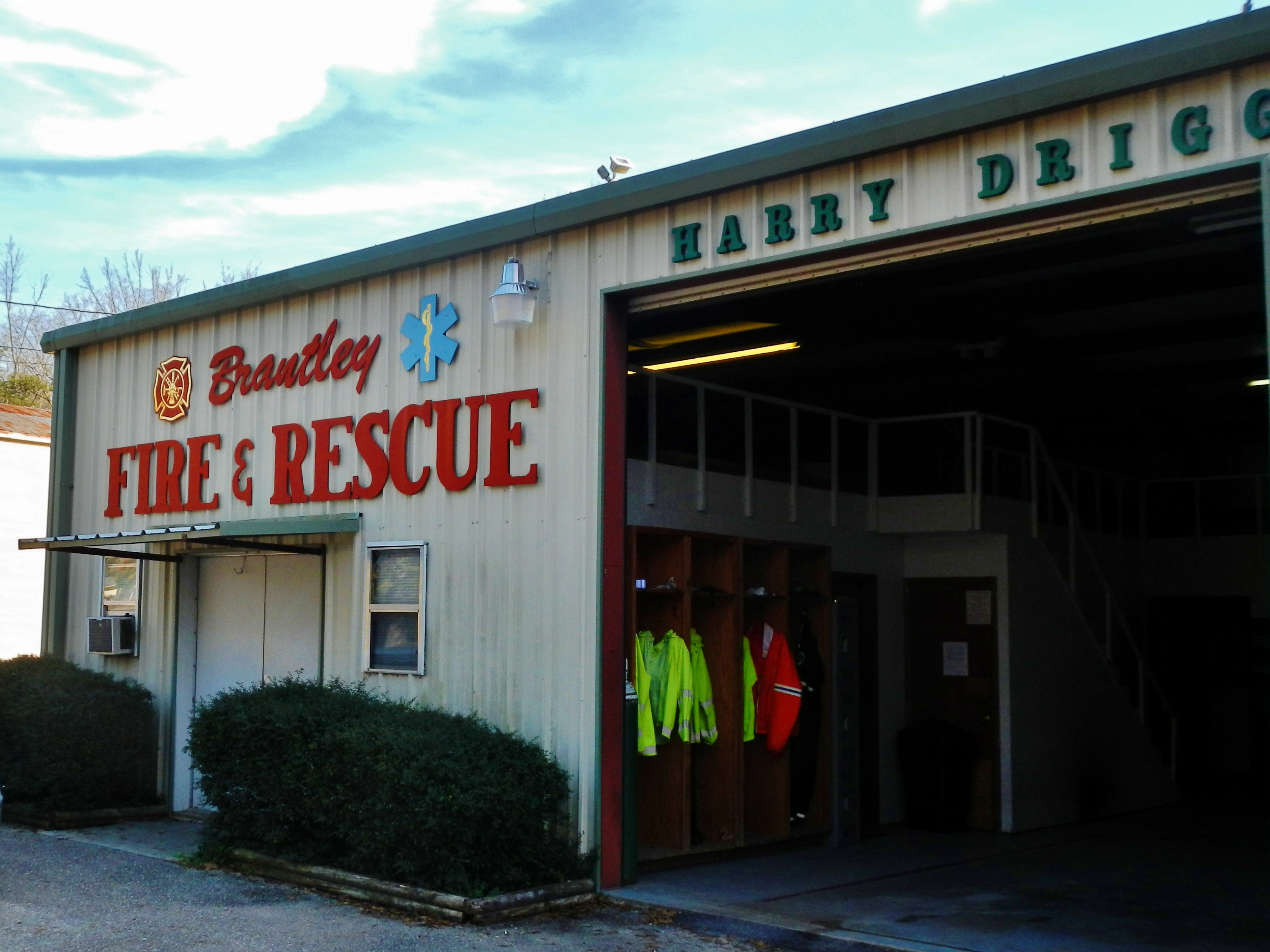
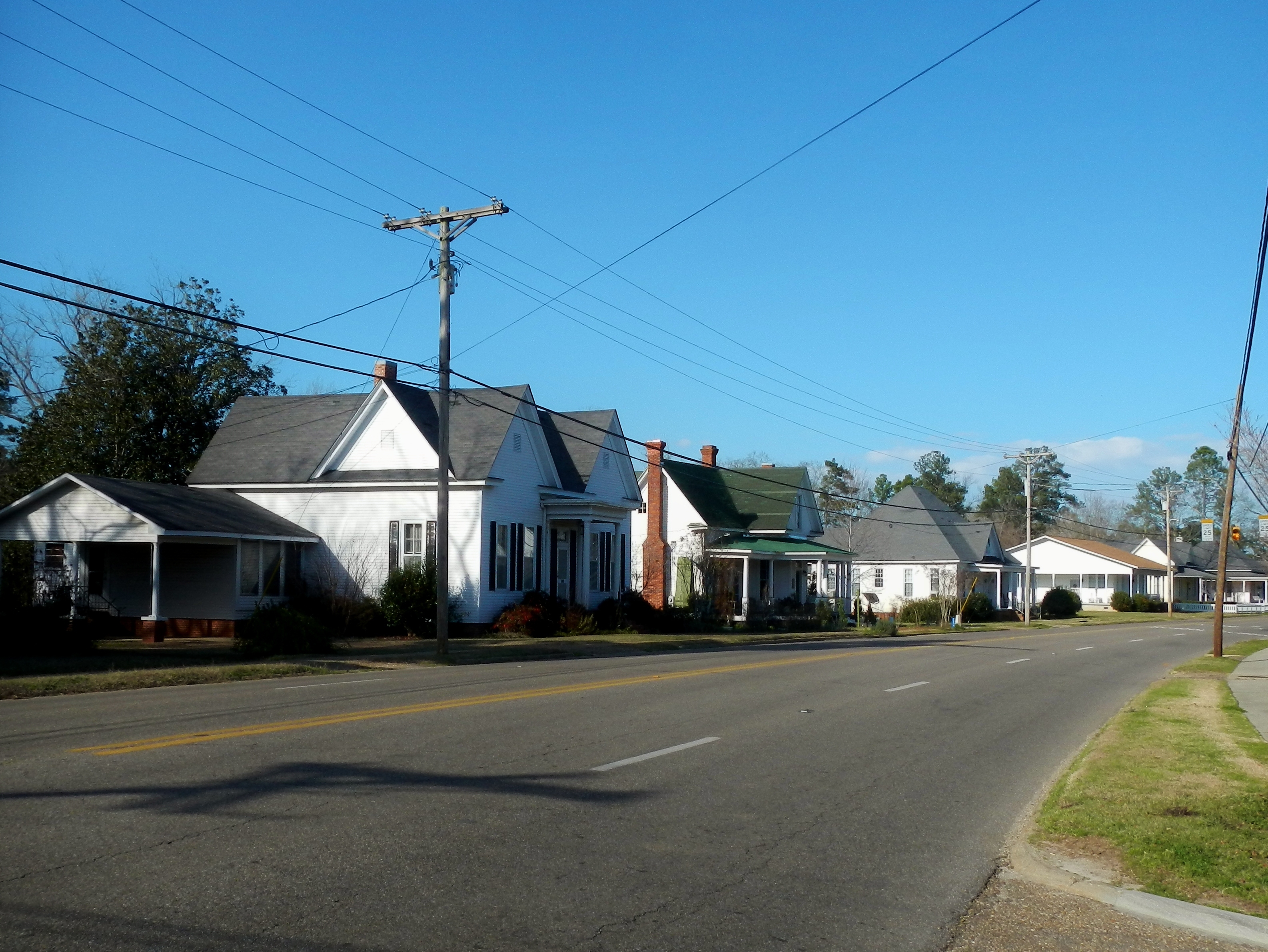